# Rémi Chayé
Rémi Chayé (Poitiers, 1968) és un cineasta i animador francès. La seva primera pel·lícula, Al sostre del món, una coproducció franco-danesa de 2015 i 81 minuts de durada,ha estat nominada tres vegades al Festival de Cinema Francòfon d'Angulema i al Festival de Cinema d'Animació d'Annecy. També va guanyar el premi del públic en aquest festival. La seva segona pel·lícula, Calamity, une enfance de Martha Jane Cannary (2020), va rebre el Cristall d'Or al Festival d'Annecy.

## Filmografia

### Director
- 2006: Eaux fortes (curtmetratge)
- 2015: Al sostre del món
- 2020: Calamity, une enfance de Martha Jane Cannary (també guionista i director artístic)

### Assistent de director
- 2009: The Secret of Kells de Tomm Moore i Nora Twomey
- 2011: Le Tableau de Jean-François Laguionie

## Premis
- Premi de la Fondation Gan pour le Cinéma 2013 : premi especial per Al sostre del món
- Premi del Públic al Festival de Cinema d'Animació d'Annecy 2015 : premi del Públic per Al sostre del món
- Cristal d'Or al Festival de Cinema d'Animació d'Annecy 2020 per Calamity, une enfance de Martha Jane Cannary[3]